# La leggenda del poeta sul fiume. Antologia casuale di storie, ballate e canzoni sottratte al Secolo Breve
La leggenda del poeta sul fiume. Antologia casuale di storie, ballate e canzoni sottratte al Secolo Breve è una raccolta album del cantautore italiano Luca Bonaffini, pubblicato nel 2020 dall'etichetta discografica Long Digital Playing

## Il disco
La raccolta contiene 12 tracce prese da alcuni album di Bonaffini.